# مجزرة حمام الشط
مجزرة حمام الشط هي غارة جوية لسلاح الجو الإسرائيلي وقعت يوم 1 أكتوبر 1985 ضد مقر القيادة العامة لمنظمة التحرير الفلسطينية في حمام الشط (تونس)، استُهدفت خلالها إحدى أهم اجتماعات منظمة التحرير الفلسطينية، مما أوقع عشرات القتلى من التونسيين ومن القيادات الفلسطينية السياسية والعسكرية. أطلقت عليها إسرائيل اسمًا حركيًا هو عملية الساق الخشبية (بالعبرية: מבצע רגל עץ). كانت عملية حمام الشط، إحدى أكبر وأخطر العمليات بحق الفلسطينيين، بعد نزوح منظمة التحرير من العاصمة اللبنانية بيروت سنة 1982، ليتمكن جهاز المخابرات الإسرائيلية (الموساد) من تعقب أحد الاجتماعات المهمة في مقر المنظمة في (تونس)، ولتقوم ثماني طائرات من سلاح الجو الإسرائيلي صباح الأول من أكتوبر 1985، بقصف مقر منظمة التحرير في ضاحية حمام الشط بالعاصمة التونسية، بوابل من القنابل، وهو ما أدى إلى سقوط 68 قتيلاً وأكثر من 100 جريح من فلسطينيين وتونسيين، إضافة إلى تدمير المقر بالكامل وبعض منازل المدنيين في المنطقة.

## التخطيط
أصدرت إسرائيل نهاية صيف 1985، قراراً بتصفية القيادات الفلسطينية من خلال ضربة تنفذها الطائرات الحربية الإسرائيلية، فبدأت قيادة سلاح الجو الإسرائيلي بالإعداد للتنفيذ وتمكنت من الحصول على صور أقمار صناعية دقيقة عبر جاسوس لها كان يعمل محللا في المخابرات العسكرية الأميركية وهو جوناثان بولارد، كُشف فيما بعد وحكم بالسجن مدى الحياة في الولايات المتحدة، وقد أطلقت إسرائيل على هذه العملية اسم «عملية الساق الخشبية».
وبعد تجهيز سلاح الجو الإسرائيلي لعملية قصف منطقة حمام الشط، بدأ الموساد الإسرائيلي بتجنيد عملاء لتحديد الموعد الذي يمكنه من اصطياد القيادة الفلسطينية مرة واحدة. وبنهاية شهر سبتمبر 1985، دعا رئيس منظمة التحرير الفلسطيني ياسر عرفات، القيادة العسكرية لعقد اجتماع بتونس وحدد الموعد يوم الأول من أكتوبر، وبدأ أعضاء هذه القيادة من كبار الضباط يتوافدون على تونس وعندما علم أحد عملاء الموساد بهذه المعلومات قام بإبلاغها إلى إسرائيل، التي زودته بجهاز إرسال عالي الدقة بحجم ولاعة السجائر لإرسال أية معلومات من أجل وضع اللمسات الأخيرة للعملية.

## التنفيذ
ليلة الثلاثين من سبتمبر 1985 كان ياسر عرفات في منطقة حمام الشط، قضى ليلته هناك وخرج صباح الأول من أكتوبر يتمشى على شاطئ البحر، وعند الساعة التاسعة أبلغه مدير مكتبه العسكري بتأجيل الاجتماع، لأن عدداً من كبار الضباط لم يتمكنوا من الوصول إلى تونس بسبب حجوزات الرحلات الجوية، ما حتم تأجيل الاجتماع للمساء.
بحدود الساعة التاسعة والنصف صباحاً غادر الرئيس عرفات منطقة حمام الشط متجهاً إلى منطقة رادس جنوب العاصمة التونسية، لتقديم التعازي إلى عائلة وزير الدفاع التونسي الأسبق عبد الله فرحات والذي توفي قبل أيام.
علم رجل الموساد أن عرفات أجل الاجتماع وغادر منطقة حمام الشط، لكن الطائرات الإسرائيلية كانت قد اقتربت من الشواطئ التونسية بقدر يستحيل معه إلغاء العملية. وفي العاشرة تماماً أي بعد نصف ساعة من موعد بدء اجتماع القيادة العسكرية الفلسطينية، انهالت ستة صواريخ على مقر قيادة الأركان الفلسطينية والتي كانت تستأجر منزلاً في منطقة حمام الشط فأزالته تماماً عن الوجود، كما قصفت الطائرات الإسرائيلية مقر ياسر عرفات ومكتبه والمقر الخاص بحراساته، ليسقط في هذه الغارة 68 قتيلا وأكثر من 100 جريح من فلسطينيين وتونسيين.

## الخسائر
وحسب التقرير الرسمي للسلطات التونسية الذي قدمته للأمين العام للأمم المتحدة، فإن تلك الغارة أدت إلى سقوط العديد من التونسيين والفلسطينيين: «مصرع 50 فلسطينياً و18 مواطناً تونسياً وجرح 100 شخص، وخسائر مادية قدرت بـ (5.821.485) ديناراً تونسياً (حوالي 8.5 ملايين دولار)».
كانت الغارة على حمام الشط أكبر ضربة تلقتها منظمة التحرير الفلسطينية، فلو نجحت إسرائيل في تحقيق أهدافها لأزالت كل القيادة العسكرية الفلسطينية عن الوجود دفعة واحدة.
وقد أعلنت إسرائيل رسمياً مسؤوليتها عن تلك الغارة فور وقوعها، مشيرة إلى أنها قامت بها «في إطار حق الدفاع عن النفس».

## إدانة دولية
أصدر مجلس الأمن الدولي في 4 أكتوبر 1985 القرار عدد 573 بعد شكوى تقدمت بها الدولة التونسية ضد «إسرائيل» تتهمها بإنتهاك سيادتها والتعدي على أراضيها وسلامتها الإقليمية وقد بين المجلس أنه:
- يدين بقوة العدوان المسلح الذي اقترفته إسرائيل على الأراضي التونسية.
- مطالبة إسرائيل بالكف عن اقتراف أعمال عدوانية مماثلة أو التهديد باقترافها.
- حث الدول الأعضاء على ثني إسرائيل عن اللجوء إلى مثل هذه الأعمال العدوانية ضد سيادة جميع الدول وسلامتها الإقليمية.
- الإقرار بالحق التونسي في الحصول على تعويضات مناسبة عن الخسائر في الأرواح والأضرار المادية التي لحقت بها والتي اعترفت إسرائيل بمسؤوليتها عنها.

وكان قد هدد الرئيس التونسي آنذاك الحبيب بورقيبة بقطع العلاقات الدبلوماسية مع الولايات المتحدة إذا حاولت استخدام حق النقض «فيتو» لتعطيل قرار مجلس الأمن عدد 573 ضد إسرائيل.

## وصلات خارجية
- Security Council Resolution condemning raid - Israeli Ministry of Foreign Affairs
- 1985 press conference on attack - Israeli Ministry of Foreign Affairs
- Smith, William E. "Middle East Israel's 1,500-Mile Raid." TIME Magazine, 14 October 1985.